# Aleksandar Stojanović (Handballspieler)
Aleksandar Stojanović (serbisch-kyrillisch Александар Стојановић; * 22. Juni 1983 in Jagodina) ist ein aus Jugoslawien stammender Handballspieler serbischer Nationalität.

## Karriere
Der 1,97 Meter große und 103 Kilogramm schwere rechte Rückraumspieler spielte anfangs bei RK Roter Stern Belgrad, RK Vardar Skopje, RK Celje, RK Metalurg Skopje und RK Koper. Mit diesen Vereinen spielte er im EHF-Pokal (2009/10), im Europapokal der Pokalsieger (2008/09), im EHF Challenge Cup (2005/06) und in der EHF Champions League (2004/05, 2006/07, 2007/08, 2008/09, 2009/10). Zwischen 2009 und 2016 stand er bei den Kadetten Schaffhausen unter Vertrag. Anschließend lief er für den ungarischen Verein Balmazújvárosi KK auf. In der Saison 2017/18 spielte Stojanović für Antalyaspor, in der er Torschützenkönig der türkischen Liga wurde. Daraufhin schloss er sich dem französischen Erstligisten Istres Provence Handball an. Ab 2019 spielte er für RK Železničar 1949, in der Saison 2021/22 für RK Partizan Belgrad und ab 2022 für RK Vranje 1957. Seit September 2022 spielt er beim israelischen Verein Bnei Herzlia.
Aleksandar Stojanović stand im Aufgebot der serbischen Nationalmannschaft, so für die Europameisterschaft 2010. Mit Serbien gewann er die Goldmedaille bei den Mittelmeerspielen 2009.